# یندری موراچفسکی
یندری موراچفسکی (لهستانی: Jędrzej Moraczewski؛ ۱۳ ژانویهٔ ۱۸۷۰ – ۵ اوت ۱۹۴۴) یک سیاست‌مدار اهل لهستان و اولین نخست‌وزیر جمهوری دوم لهستان بود.